# Klementyna Hoffmanowa
Œuvres principales
Dziennik Franciszki Krasińskiej
Klementyna Hoffmanowa, connue en France sous la forme Clémentine Tanska Hoffman (née le 23 novembre 1798 à Varsovie et morte le 21 septembre 1845 à Passy), est une écrivain pour enfants, romancière, dramaturge, traductrice et militante polonaise.

## Biographie
Elle est la fille d'un peintre polonais, Ignace Tański (pl) (Tańska est son nom de jeune fille). Elle publie son premier livre en 1819.
En 1829, elle épouse  Karol Boromeusz Hoffman (pl) (1798-1875), écrivain, historien, juriste, écrivain politique. À la suite de l'échec de l'Insurrection de novembre 1830, elle s'exile avec son époux en France, comme des milliers de leurs compatriotes qui formeront ce qu'on appellera la Grande Émigration.
Installée à Paris, elle est une animatrice de la vie culturelle et mondaine dans la communauté polonaise. Elle est membre de la Société littéraire créée par le prince Adam Czartoryski, ainsi que de la Société de Bienfaisance des Dames Polonaises (Towarzystwo Dobroczynności Dam Polskich), présidée par Anna Czartoryska, épouse d'Adam Czartoryski.
Elle est inhumée au cimetière du Père-Lachaise.

## Publications
- 1819 : Pamiątka po dobrej Matce przez dobrą Polkę
- 1823 : Wiązanie Helenki
- 1824 : Listy Elżbiety Rzeczyckiej do przyjaciółki Urszuli za panowania Augusta III pisane
- 1825 : Druga książeczka Helenki
- 1830 : Powieści z Pisma świętego
- 1832 : Rozrywki dla Dzieci
- 1833 : Wybór pism
- 1833 : Biografie znakomitych Polaków i Polek
- 1839 : Karolina
- 1841 : Krystyna
- 1845 : Jan Kochanowski w Czarnolesie
- 1845 : Dziennik Franciszki Krasińskiej w ostatnich latach panowania Augusta III pisany (Journal de la comtesse Françoise Krasinska écrit dans les dernières années du règne d'Auguste III, Bibliothèque nationale, Cracovie, 1929)[2]
- 1849 : Pisma pośmiertne
- 1849 : O powinnościach kobiet
- 1851 : Pismo święte wybrane z ksiąg Starego i Nowego Zakonu objaśnione uwagami pobożnych uczonych i ofiarowane matkom i dzieciom przez Autorkę Pamiątki po dobrej matce
- 1857–1859 : Pisma
- 1876 : Dzieła
- 1898 : Wybór Dzieł